# Jean Guigné
Jean Guigné, né le 5 mars 1933 à Nogent-sur-Marne, est un réalisateur audiovisuel et homme politique français, membre du PS puis indépendant.

## Biographie
Ancien élève de l'ENS Louis Lumière (Promotion 1956), il effectue toute sa carrière professionnelle au sein des Ponts et Chaussées dans des fonctions liées à « l'Image ».
Il est adjoint au maire de Conflans-Sainte-Honorine, chargé des Affaires culturelles, de 1977 à 1995, et conseiller général du canton éponyme de 1990 à 1998.
Suppléant de Michel Rocard lors des élections législatives des 5 et 12 juin 1988, il est appelé à le remplacer, celui-ci nommé Premier ministre, à compter du 21 juillet 1988 jusqu'au 1er avril 1993, fin de la IXe législature.